# ФК Спарта (Прага)
Вижте пояснителната страница за други значения на Спарта.
Атлетик Клуб „Спарта“ (на чешки: Athletic Club Sparta Praha) е чешки футболен клуб от столицата Прага, Чехия.
Основан е на 16 ноември 1893 г. като „Карловске Винохради“ (Athletic Club Královské Vinohrady) в Австро-Унгария.
Най-успешният футболен клуб в страната и според широко разпространено мнение, и най-популярният. Той е сред най-силните и уважавани клубове в Централна Европа и Източна Европа. Титулярният екип е изцяло във виненочервено. Играе в чешката първа лига (Гамбринус лига).

## История

### Възникването
В края на 1893 година група младежи начело с братята Рудъл (Вацлав, Богумил и Рудолф) решават да създадат спортен клуб. На 16 ноември на специално събрание е приет клубния устав, а след месец, на 17 декември се е състояло първото ежегодно събрание.

## Символика

### Флаг
| символ на Европа | символ на Прага | символ на Прага |

## Успехи
Национални:
в  Чехия:
- Гамбринус лига:
  -  Шампион (14, рекорд): 1993/94, 1994/95, 1996/97, 1997/98, 1998/99, 1999/00, 2000/01, 2002/03, 2004/05, 2006/07, 2009/10, 2013/14, 2022/23, 2023/24
  -  Сребърен медал (10): 2001 – 2002, 2003 – 2004, 2007 – 2008, 2008 – 2009, 2010 – 2011, 2011 – 2012, 2012 – 2013, 2014 – 2015, 2015 – 2016, 2020 - 2021
  -  Бронзов медал (3): 2016 – 2017, 2018 – 2019, 2019 – 2020

- Купата на Чехия:
  -  Носител (8, рекорд): 1995 – 1996, 2003 – 2004, 2005 – 2006, 2006 – 2007, 2007 – 2008, 2013 – 2014, 2019 – 2020, 2023 - 2024
  -  Финалист (6): 1993 – 1994, 2000 – 2001, 2001 – 2002, 2004 – 2005, 2011 – 2012, 2022 - 2023
- Суперкупата на Чехия:
  -  Носител (2, рекорд): 2010, 2014

в  Чехословакия: (1945 – 1993)
- Чехословашка първа лига:
  -  Шампион (21, рекорд): 1925/26, 1927, 1931/32, 1935/36, 1937/38, 1938/39, 1943/44, 1945/46, 1947/48, 1952, 1954, 1964/65, 1966/67, 1983/84, 1984/85, 1986/87, 1987/88, 1988/89, 1989/90, 1990/91, 1992/93
  -  Сребърен медал (20): 1896 (есен), 1897 (есен), 1898, 1918, 1925, 1929 – 1930, 1930 – 1931, 1932 – 1933, 1933 – 1934, 1934 – 1935, 1936 – 1937, 1939 – 1940, 1942 – 1943, 1946 – 1947, 1949, 1950, 1953, 1957 – 1958, 1965 – 1966, 1985 – 1986, 1991 – 1992
  -  Бронзов медал (10): 1896 (пролет), 1917, 1927 – 1928, 1928 – 1929, 1951, 1955, 1956, 1968 – 1969, 1969 – 1970, 1982 – 1983

- Купа на Чехословакия:
  -  Носител (8, рекорд): 1963 – 1964, 1971 – 1972, 1975 – 1976, 1979 – 1980, 1983 – 1984, 1987 – 1988, 1988 – 1989, 1991 – 1992
  -  Финалист (5): 1966 – 1967, 1974 – 1975, 1985 – 1986, 1986 – 1987, 1992 – 1993

в  Бохемия и Моравия: (1939 – 1944)
- Народна лига: (1 ниво)
  -  Шампион (1): 1944

Международни:
- Купа Митропа:
  -  Носител (1): 1927, 1935, 1964
- Финалист (2): 1930, 1936
- Малка световна купа:
  -  Носител (1): 1969
- Купа Пиано Карл Рапан:
  -  Носител (3): 1980, 1985, 1989
- КНК:
  - Полуфинал (1): 1972/73
- Купа на УЕФА:
  - 1/4 финал (2): 1983/84, 2015/16

## Участия в европейските клубни турнири
19 участия в Шампионската лига (КЕШ). Най-голямо постижение: второ място в полуфиналната група (3 – 4 място в турнира) през сезон 1991 – 1992 г.
6 участия в турнира за КНК. Най-голямо постижение: полуфинал през сезон 1972 – 73 г. (губи от Милан в о 0:1)
6 участия в турнира за купата на УЕФА. Най-голямо постижение: 1/4 финал през сезон 1983 – 1984 г. (губи от Хайдук Сплит)
3 участия в турнира Интертото. Най-голямо постижение: 3-ти кръг през сезон 1970 – 1971 г. (губи от Лийдс)

## Срещи с български отбори
„Спарта“ се е срещал с български отбори в официални и приятелски срещи.

### „Лудогорец“
С „Лудогорец“ се е срещал два пъти в приятелски мачове. Първият се играе на 6 февруари 2014 г. в испанския курортен град Марбеля и завършва 1 – 0 за „Лудогорец“ . Вторият се играе на 7 юли 2015 г. в австрийското курортно градче Бад Вимсбах-Найдхартинг и завършва 1 – 0 за „Спарта“ .

### Предишни имена
| Години      | Име                                                        |
| ----------- | ---------------------------------------------------------- |
| 1893 – 1894 | АК „Краловске Винохради“ Athletic Club Královské Vinohrady |
| 1894 – 1948 | АК „Спарта“ Athletic Club Sparta                           |
| 1948 – 1949 | АК „Спарта Бубенеч“ Athletic Club Sparta Bubeneč           |
| 1949 – 1951 | „Сокол Братрстви Спарта“ Sokol Bratrství Sparta            |
| 1951 -1953  | „Спарта ЧКД Прага“ Sparta Českomoravská Kolben Daněk Praha |
| 1953 – 1965 | ТЕ „Спартак Прага Соколово“ TJ Spartak Praha Sokolovo      |
| 1965 – 1990 | ТЕ „Спарта ЧКД Прага“ TJ Sparta ČKD Praha                  |
| 1990 -1991  | ТЕ „Спарта Прага“ TJ Sparta Praha                          |
| 1991 – 1993 | АК „Спарта Прага“ AC Sparta Praha                          |
| 1993 -      | АК „Спарта Прага футбол“ AC Sparta Praha fotbal, a.s.      |

## Известни играчи
- Павел Недвед
- Петър Чех
- Томаш Росицки
- Ян Колер
- Карел Поборски
- Иван Хашек
- Ян Бергер
- Томаш Ржепка
- Олдржих Неедли
- Андрей Квашняк
- Йозеф Хованец
- Томаш Скухрави
- Хорст Сигъл
- Петър Габриел
- Иржи Новотни
- Вратислав Локвенц
- Милан Фукал
- Радослав Ковач
- Раймонд Брейн
- Лукаш Хартиг

## Български футболисти
- Мартин Минчев: 2020/23 - (70 мача - 10 гола)